# Oestrus macdonaldi
Oestrus macdonaldi är en tvåvingeart som beskrevs av Gedoelst 1912. Oestrus macdonaldi ingår i släktet Oestrus och familjen styngflugor. Inga underarter finns listade i Catalogue of Life.